# Pompe (cuisine)
Pour les articles homonymes, voir Pompe (homonymie).
La pompe est le nom donné à diverses sortes de spécialités gastronomiques (souvent de type brioche ou feuilleté), principalement des pâtisseries, dans le sud et le centre de la France.

## Variantes
En Corrèze, elles sont appelées tourtous, et dans le Puy-de-Dôme des bourrioles. Ce sont des crêpes de blé noir et de froment. En Bourbonnais, on connaît la pompe aux grattons et la pompe aux pommes.
La pompe à l'huile, appelée aussi fougace, ou encore gibassié, d'origine provençale, est un gâteau simple, composé principalement de farine, sucre et huile d'olive, souvent cuisiné lors de fêtes telles que Noël ou l'Épiphanie. Il est coutume lors du partage d'une pompe à l'huile de ne pas utiliser de couteau et de la rompre morceau par morceau, comme le Christ l'avait fait avec le pain. Ce dessert fait partie des treize desserts communément présentés lors des fêtes.